# Stilte (Aho)
Stilte is een compositie van Kalevi Aho.

## Geschiedenis
Aho schreef het werk op verzoek van de YLE (Finse omroep). Deze had specifiek gevraagd om een werk van circa vijf minuten en ze kreeg dat ook. De Finse titel Hiljaisuus is ontleend aan het gelijknamige gedicht van Otto Manninen. Het werk van Aho volgt het gedicht niet, het is een persoonlijke sfeertekening. De muziek is over het algemeen dromerig, met een kleine opleving in het midden. Naar het eind toe wordt de dromerige sfeer ongemakkelijk, maar voordat het dreigend wordt sterft ze weg. Aho schreef later dat het werk prima past als prelude voor zijn Vioolconcert, maar het kan ook los uitgevoerd worden. Aho componeerde het in 1982 en het was toen ook al direct te horen op de radio. Leif Segerstam en het Fins Radiosymfonieorkest hadden het op 13 december 1982 op de lessenaar staan. Jorma Panula en hetzelfde orkest speelden de eerste publieke uitvoering op 9 oktober 1985.

### Orkestratie
- 2 altfluit, 2 althobo's, 3 klarinetten, 2 fagotten
- 4 hoorns, 3 trompetten, 3 trombones
- pauken, orgel
- violen, altviolen, celli, contrabassen

## Discografie
- Uitgave BIS Records: Osmo Vänskä met het Symfonieorkest van Lahti, opname 1989.